# ضبیه
ضبیه (به عربی: ضبية) یک منطقهٔ مسکونی در لبنان است که در شهرستان المتن واقع شده‌است.
 ضبیه  ۱۸٬۰۰۰ نفر جمعیت دارد.